# Пареєво (Ленінградська область)
Пареєво (рос. Пареево) — присілок Бокситогорського району Ленінградської області Росії. Входить до складу Борського сільського поселення.
Населення — 12 осіб (2012 рік). 